# Харви, Элеанор
Элеанор Харви (англ. Eleanor Harvey; род. 14 января 1995, Гамильтон) ― канадская фехтовальщица на рапирах, бронзовая призёрка летних Олимпийских игр 2024 года, чемпионка и призёр Панамериканских игр, участница трёх Олимпиад (2016, 2020, 2024), двукратная Панамериканская чемпионка и многократный призёр.

## Карьера
Благодаря успехам на юниорском и молодёжном уровнях, летом 2015 года вошла в состав сборной на Панамериканские игры, на которых завоевала золото в командной рапире.
В следующем году участвовала на Олимпийских играх, где в соревнованиях на рапирах выступила успешно, пробившись в 1/4 финала, где проиграла Инес Бубакри, ставшей на том турнире бронзовым призёром, а Харви стала первой канадской фехтовальщицей в истории, которая добилась такого успеха.
Летом 2019 года участвовала в Панамериканских играх, на которых завоевала три медали: серебро (командная рапира) и две бронзы (рапира и командная сабля).
Летом 2021 года участвовала на Олимпийских играх, где в соревнованиях на рапирах, прошла в 1/8 финала, где проиграла американке Ли Кифер, ставшей олимпийской чемпионкой. В следующем году на чемпионате мира по фехтованию пробилась в 1/8 финала, показав свой лучший результат на чемпионатах мира.